# جدایی (فیلم ۱۳۴۸)
جدایی فیلمی به کارگردانی رضا صفایی و نویسندگی حبیب‌الله کسمایی محصول سال ۱۳۴۸ است.

## خلاصه داستان
«ایرج» که کارش جیب بری است، گذشته اش را با شروع زندگی شرافتمندانه ای به فراموشی می‌سپارد. وی با دختر ثروتمندی آشنا شده و چندی بعد با او ازدواج می‌کند. دوستان گذشتهٔ ایرج آرام نمی‌نشینند و از سوابق او پدر دختر را آگاه می‌کنند و پدر دختر نیز ایرج را با فرزندش از خانه خود بیرون می‌کند. سال‌ها بعد همسر ایرج در جریان نامزدی فرزندش، شوهرش را بازیافته و زندگی تازه ای را آغاز می‌کنند.

## بازیگران
- پوری بنایی
- ایرج قادری
- تقی ظهوری
- جواد قائم‌مقامی
- علی آزاد
- هاله (سیمین دیوسالار)
- کامی کسروی
- شیده
- جمشید مهرداد
- حسین اشراق
- شمسی فضل‌الهی
- علی میری